# Заречный (Малиновское сельское поселение)
Заре́чный — посёлок Малиновского сельского поселения Томского района Томской области России.

## География
Расстояние до центра сельского поселения (с. Малиновка) — 5 км, до Томска — 36 км. Село находится примерно в 3 км от трассы Томск — Итатка и железнодорожной ветки Томск — Белый Яр.

## Население
| 2002 | 2008 | 2009 | 2010 | 2011 | 2012 | 2013 |
| ---- | ---- | ---- | ---- | ---- | ---- | ---- |
| 561  | ↗596 | ↘592 | ↘540 | ↘537 | ↘536 | ↗548 |
| 2014 | 2015 | 2021 |      |      |      |      |
| ↗552 | ↗562 | ↘561 |      |      |      |      |

## Образование и экономика
Ближайшей школой к посёлку является средняя общеобразовательная школа в селе Молодёжный, в которую организован подвоз учеников из Заречного.
В посёлке работают три магазина.